# Greta Van Fleet
Greta Van Fleet – amerykański zespół muzyczny, założony w 2012 roku. W skład zespołu weszli: Joshua „Josh” Kiszka, Samuel „Sam” Kiszka, Jacob „Jake” Kiszka i Kyle Hauck, którego zastąpił jeszcze w tym samym roku Danny Wagner.

## Historia zespołu
W marcu 2017 zespół podpisał kontrakt z wytwórnią Lava Records, a miesiąc później wydał debiutancką studyjną EP-kę pt. Black Smoke Rising. Debiutancki singiel zespołu pt. Highway Tune, wspiął się na szczyt listy magazynu Billboard i zestawień amerykańskich stacji rockowych Mainstream Rock i Active Rock. Druga EP-ka zespołu, zatytułowana From the Fires, została wydana 10 listopada 2017 roku.
Debiutancki album Grety Van Fleet pt. Anthem of the Peaceful Army został wydany 19 października 2018. W pierwszym tygodniu dotarły na szczyt listy magazynu Billboard. W grudniu 2018 zespół został nominowany do czterech nagród Grammy w kategoriach: Najlepszy nowy artysta, Najlepszy rockowy album, Najlepszy rockowy utwór i Najlepsze wykonanie rockowe. 6 września 2019 wydał singiel „Always There”, który został wykorzystany jako główna ścieżka dźwiękowa w filmie pt. Milion małych kawałków.

## Muzyka i wzorce
Twórczość zespołu jest określana jako hard rock lub jako blues rock. Chociaż wszyscy czterej artyści deklarują korzenie bluesowe, prezentują różne gusty muzyczne: Jake skłania się ku rock and rollowi, Sam preferuje jazz, Danny folk, Josh fascynuje się gatunkami określanymi jako muzyka świata. Sam stwierdził, że „zespół nie powstał jako rockandrollowy, lecz że po prostu tak wychodzi, kiedy zbierają się i grają”. Utwory są komponowane przez zespół wspólnie po tym, gdy któryś z członków zaproponuje pomysł na piosenkę.
Zespół jest często porównywany do Led Zeppelin, głównie za sprawą wokalisty Josha Kiszki, którego barwa głosu jest porównywana do Roberta Planta. Jake utrzymuje, że nie mają zamiaru imitować legendarnej grupy rockowej, choć przyznał, że „intensywnie studiował” twórczość Jimmy'ego Page'a.
W stylu gitarowej gry Jake’a rozpoznać można wpływ twórców takich, jak np.: John Lee Hooker, Elmore James, Eric Clapton, Keith Richards czy Pete Townshend. Danny'ego inspirowali natomiast perkusiści tacy, jak: Carmine Appice, John Bonham, Mitch Mitchell i Michael Shrieve. Ulubionym basistą Sama jest sesyjny muzyk Motown, James Jamerson.

## Skład zespołu
Obecny skład:
- Josh Kiszka – wokal prowadzący, tamburyn, gitara akustyczna (od 2012)
- Jake Kiszka – gitara prowadząca, wokal wspomagający (od 2012)
- Sam Kiszka – gitara basowa, gitara akustyczna, instrumenty klawiszowe, wokal wspomagający (od 2012)
- Danny Wagner – perkusja, gitara akustyczna, wokal wspomagający (od 2013)

Byli członkowie:
- Kyle Hauck – perkusja (2012–2013)

## Dyskografia

### Albumy
| Album                       | Szczegóły                                                            | Certyfikat             |
| --------------------------- | -------------------------------------------------------------------- | ---------------------- |
| Anthem of the Peaceful Army | - Data: 19 października 2018 - Wydawca: Republic - Format: CD, winyl | - POL: platynowa płyta |
| The Battle at Garden's Gate | - Data: 16 kwietnia 2021 - Wydawca: Republic - Format: CD, winyl     |                        |
| Starcatcher                 | - Data: 21 lipca 2023 - Wydawca: Republic - Format: CD, winyl        |                        |

### EP
| Album              | Szczegóły                                                        | Certyfikat             |
| ------------------ | ---------------------------------------------------------------- | ---------------------- |
| Black Smoke Rising | - Data: 21 kwietnia 2017 - Wydawca: Republic - Format: CD, winyl |                        |
| From the Fires     | - Data: 10 listopada 2017 - Wydawca: Republic - Format: CD       | - POL: platynowa płyta |